# Jo Maso
Pour les articles homonymes, voir Maso et Joseph Maso.

a Compétitions nationales et continentales officielles uniquement.

b Matchs officiels uniquement.
Joseph Maso dit Jo Maso, né le 27 décembre 1944 à Toulouse est un joueur français de rugby à XV et à XIII, devenu entraîneur à la fin de sa carrière. Évoluant au poste de centre ou demi d'ouverture, il joue en club avec l'USA Perpignan, le RC Toulon et le RC Narbonne, club avec lequel il dispute une finale du championnat de France. International français entre 1966 à 1973, il compte vingt-cinq sélections, remportant le Tournoi des Cinq Nations de 1967 avant de participer au premier Grand Chelem de l'histoire du XV de France en 1968.
Il est manageur du XV de France de 1995 à 2011. Durant cette période, l'équipe de France remporte le Grand Chelem lors des éditions de 1997, 1998, 2002, 2004 et 2010.
En 2003, il est nommé au Temple international de la renommée du rugby.

## Biographie

### Carrière en clubs

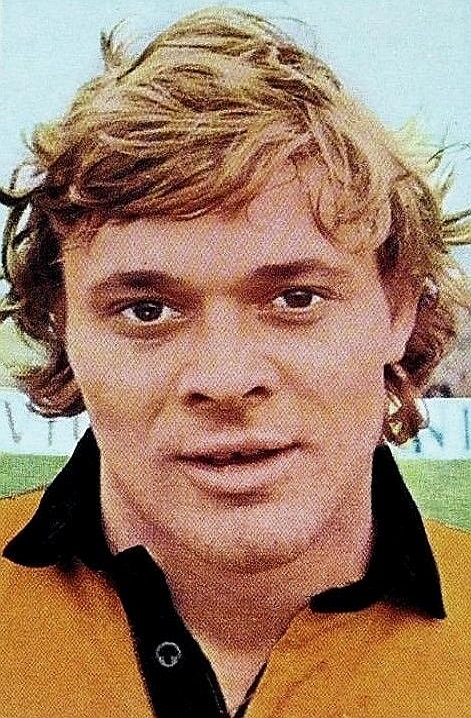
Jo Maso en 1971, alors au RC Narbonne.

Fils de Jep Maso, joueur de l'AS Carcassonne et du XIII Catalan international de rugby à XIII, Jo Maso est né à Toulouse,,. Il évolue dans ce sport chez les jeunes, International Juniors et remportant un titre de champion de France avec les juniors du XIII Catalan (en 1961) avant de rejoindre le RC Toulon (XV) en 1962, où il évolue deux saisons. Il rejoint ensuite l'USA Perpignan, disputant la finale du Challenge Yves du Manoir en 1965. En 1968, il rejoint le club de Narbonne, jouant toutefois sa première saison avec l'équipe B pour cause de mutation. Avec ce club, il remporte le Challenge Yves du Manoir en 1974, sur le score de 19 à 10 face au CA Brive, et dispute la même année la finale du championnat de France, battue sur le score de 16 à 14 par l'AS Béziers, grâce à un drop de l'ouvreur biterrois Cabrol à la dernière minute,,.
Les deux équipes se retrouvent de nouveau l'année suivante, lors de la demi-finale du Challenge Yves du Manoir, Béziers s'imposant sur le score de 21 à 9. Narbonne échoue aussi en demi-finale du championnat de France face à Brive.
Jo Maso met un terme à sa carrière de joueur à l'issue de la saison 1976-1977. Il joue un dernier match lors d'un jubilé entre l'AS Béziers et une « sélection Maso », le 28 août 1977 à Narbonne, au terme duquel le club biterrois s'impose 56 à 28 devant près de 7 000 spectateurs.

### Carrière internationale
Le XV de France, qui voit André Boniface mettre un terme à sa carrière internationale dans le Tournoi 1966, fait débuter Jo Maso en avril de la même année, à Naples face à Italie (victoire 21 à 0). Associé à Jean-Claude Lagrange, qui dispute alors son unique match sous le maillot bleu, il inscrit un essai lors d'une victoire 21 à 0. Il est de nouveau présent, associé au jeune débutant Claude Dourthe, lors du match suivant des Français, en novembre, contre la Roumanie à Bucarest, rencontre remportée par 9 à 3. Il est de nouveau associé à Dourthe lors du match suivant, en ouverture du Tournoi 1967,
à Colombes face à l'Écosse. Toutefois, il doit quitter le terrain peu avant la mi-temps, victime d'une entorse du genou.
Il renoue ensuite avec le XV de France en décembre de la même année, lors de la rencontre annuelle face aux Roumains. Il est alors positionné au poste de demi d'ouverture, aux côtés de Jean-Henri Mir. Il est également présent lors du premier match du Tournoi 1968, étant aligné au centre au côté de Jean Trillo contre l'Écosse, lors d'une victoire 8 à 3 à  Murrayfield. Il est absent lors des deux rencontres contre l'Irlande - il se blesse alors qu'il doit être aligné à l'ouverture, Jacques Fouroux devant débuter au poste de demi de mêlée, - et l'Angleterre. Il retrouve le maillot bleu à l'occasion de la dernière rencontre contre le pays de Galles. La victoire face aux Gallois sur le score de 14 à 9 permet au XV de France de remporter le premier Grand Chelem de son histoire. Il dispute ensuite une rencontre face à la Tchécoslovaquie, puis fait partie des joueurs qui se rendent en tournée en Nouvelle-Zélande et en Australie. Lors des deux premiers tests face aux All Blacks, il est aligné au centre en compagnie de Jean Trillo. Les Français s'inclinent lors de ces deux rencontres, 12 à 9 puis 9 à 3. Lors de l'ultime test entre les deux nations, il est déplacé au poste d'ouverture, associé à Jean-Louis Bérot. Les All Blacks s'imposent de nouveau, 19 à 12, mais le jeu français enthousiasme le public et la presse néo-zélandaise, le New Zealand Herald titrant « les All Blacks ont gagné le test, mais les Français ont gagné les cœurs ».
Blessé à la main, Maso est absent lors des deux tests opposant les Français aux Springboks en novembre. Il joue en décembre face aux Roumains, ces derniers s'imposant sur le score de 15 à 14. Après deux défaites lors du Tournoi 1969, en Écosse et en Irlande, Maso fait partie des nombreux joueurs, dont Christian Carrère, Walter Spanghero, Jean Gachassin, Michel Yachvili, Jean Salut, à être remplacés pour le match suivant face aux Anglais. Après une nouvelle défaite, il fait son retour face au pays de Galles, où il est aligné en demi d'ouverture à côté de son coéquipier de Narbonne Gérard Sutra. Après ce tournoi, il joue trois matchs avec les Barbarians, face à Newport, Swansea et Cardiff.
Absent des sélections françaises, il retrouve le niveau international en avril 1971 avec le President's Overseas XV qui est opposé à l'équipe d'Angleterre dans le cadre du centenaire de la fédération anglaise. Le quinze du Président l'emporte 28 à 11. En juin, il est retenu pour la tournée en Afrique du Sud. Il est aligné lors des deux tests, lors d'une défaite 22 à 9 à Bloemfontein, puis une semaine plus tard à Durban. Lors de cette rencontre, finalement terminée sur un score nul de 8 partout, il est victime d'une luxuation acromio-claviculaire sur un placage. Il est de nouveau présent sous le maillot bleu face aux Roumains, en décembre à Béziers. Il inscrit l'un des quatre essais français, chacun des quatre trois-quarts inscrivant le sien. Absent lors des deux premières rencontres du Tournoi 1972, deux défaites face à l'Écosse puis l'Irlande il retrouve une place au centre lors de la rencontre face aux Anglais, rencontre remportée sur le score de 37 à 12 avec six essais des Français. Il est également présent lors de la dernière journée, lors d'une défaite 20 à 6 à Cardiff face aux Gallois. Lors de la tournée suivante en Australie, il inscrit deux essais lors d'un match  où il évolue au poste en tant qu'ailier contre la Nouvelle-Galles du Sud. Il n'est pas aligné lors du premier test où les Français font match nul avec les Wallabies, 14 partout. Il retrouve une place au sein d'une ligne de trois-quarts composée de Dourthe, Trillo, Maso et Lux. Il inscrit deux des trois essais de son équipe qui s'impose finalement sur le score de 16 à 15.
Absent par choix des sélectionneurs face à la Roumanie, il retrouve l'équipe de France face aux Gallois, les Bleus venant, en ce début d'année 1973, de concéder une défaite face aux Anglais après deux victoires, face aux Écossais puis aux All Blacks. Son retour s'avère important lors de la victoire 12 à 3. Il est de nouveau présent au centre lors de la dernière rencontre du tournoi, perdue 6 à 4 en Irlande. Les cinq nations terminent ex æquo avec chacune deux victoires.
Lors de cette même année 1973, il dispute deux nouvelles rencontres sous le maillot bleu : face au Japon, victoire 30 à 18, puis la Roumanie, victoire 7 à 6. Peu avant le tournoi 1974, il dispute la traditionnelle rencontre probables-possibles : la victoire de ces derniers prive Maso de sélection.
Le match face à la Roumanie est le dernier de Maso, qui compte ainsi vingt-cinq sélections, pour un bilan de quatre essais marqués et 15 points. Il remporte douze rencontres, concède onze défaites, et obtient deux nuls.

### Carrière de dirigeant
À sa retraite, il s'installe à Villeneuve-lès-Avignon dans le Gard.
En décembre 1995, adjoint de André Herrero, manager de l'équipe de France, il succède à celui-ci, démissionnaire : Herrero, qui n'a pas accepté une fronde des joueurs du XV de France avant une rencontre face aux All Blacks, n'accepte pas non plus que son choix d'associer Pierre Villepreux à Jean-Claude Skrela, entraîneur de l'équipe de France depuis 1995, ne soit pas suivi par la fédération. En début d'année 1997, son rôle est accru avec un titre de président du comité de sélection. Dans le même temps, Pierre Villepreux est nommé entraîneur adjoint de Jean-Claude Skrela, ce duo ayant déjà officié ensemble dans le passé, au stade toulousain, avec trois titres de champion de France en 1985, 1986 et 1989.
Le trio obtient un premier succès avec le Grand Chelem lors du Tournoi 1997, avec des victoires 32 à 15 à Dublin face aux Irlandais, 27 à 22 à Paris face aux Gallois, 23 à 20 à Twickenham face aux Anglais et enfin 47 à 20 face aux Écossais. Après une tournée en Australie en juin ponctuée de deux défaites, tout comme lors du mois de novembre à l'occasion de la réception des Springboks, dont une sur le score de 52 à 10 à Paris, le trio aligne un nouveau succès en remportant pour la deuxième fois consécutive un Grand Chelem, lors de l'édition 1998. Lors du Tournoi des Cinq Nations 1999, l'équipe de France termine à la dernière place, avec une seule victoire pour trois défaites. Elle enchaine avec une tournée dans l'hémisphère austral ponctuée de deux défaites, face aux Tonga mais surtout face aux All Blacks sur le score de 54 à 7 à Wellington. L'encadrement du XV de France bénéficie d'une longue préparation pour la Coupe du monde 1999. Vainqueur de ses trois matchs de poule, la France élimine l'Argentine en quart de finale, puis s'impose 43 à 31 face aux All Blacks. En finale les Bleus échouent face aux Wallabies sur le score de 35 à 12.
Jean-Claude Skrela ne désirant pas poursuivre, Bernard Laporte devient entraîneur de l'équipe de France. Après une deuxième place lors de la première édition du Tournoi des Six Nations, en 2000, puis une cinquième la saison suivante, l'équipe de France réalise le Grand Chelem lors de l'édition de 2002. Après un  Tournoi 2003 terminé à la troisième place, l'encadrement obtient une longue préparation pour la Coupe du monde 2003. Lors de celle-ci, disputée en Australie, les Français éliminent les Irlandais en quart de finale, mais s'inclinent en demi-finale face aux Anglais. Après cette compétition, Laporte est prolongé pour quatre nouvelles années, avec comme consigne de se rapprocher de la DTN et de Jean-Claude Skrela,. L'équipe de France remporte le  Tournoi 2004 en réussissant un Grand Chelem, grâce notamment à une victoire lors de la dernière rencontre face aux champions du monde anglais. Lors de l'édition suivante, les Français ne concèdent qu'une seule défaite, face aux Gallois qui réalisent à leur tour le Grand Chelem. Malgré une défaite en Écosse lors de la première journée du  Tournoi 2006, la France remporte ce tournoi, tout comme le dernier tournoi avant la Coupe du monde 2007, également conclu avec une seule défaite, face aux Anglais.
Avant le début de cette Coupe du monde, Maso est prolongé pour quatre années supplémentaires au poste de manageur. Cette compétition est un échec pour l'équipe de France : après une première défaite face à l'Argentine lors du match d'ouverture, elle se qualifie pour un quart de finale face aux All Blacks à Cardiff. Malgré un exploit face à ces derniers, victoire 20 à 18, ils échouent ensuite face aux Anglais sur le score de 14 à 9, avant de subir une deuxième défaite face aux Argentins lors du match pour la troisième place.
Marc Lièvremont est nommé au poste d'entraineur, assisté de Émile Ntamack et Didier Retière. Ce trio est assisté d'un comité de sélection composé de Jo Maso, Jean-Claude Skrela, du vice-président de la Fédération Jean Dunyach, de Philippe Sella, en tant que manager de l'équipe de France des moins de 20 ans et d'une personnalité représentant les anciens internationaux. Lors des deux premiers tournois disputés sous cette nouvelle direction, en 2008 et 2009, la France termine troisième. En juin 2009, elle va s'imposer à Dunedin face aux All Blacks, victoire qui est seulement la quatrième des Bleus sur le sol néo-zélandais face à cet adversaire. En 2010, Lièvremont remporte enfin un succès avec le Grand Chelem. Lors du dernier Tournoi avant la Coupe du monde 2011, la France termine deuxième, avec deux défaites face à l'Italie et l'Angleterre. Malgré les critiques à propos de la gestion de Lièvremont, Maso s'avère solidaire de celui-ci. Il lui renouvelle sa confiance lors de la Coupe du monde, déclarant « Lièvremont est le meilleur coach avec lequel j’ai travaillé »,. La France s'incline finalement en finale face aux favoris néo-zélandais sur le score de 8 à 7.
Avant la demi-finale face aux Gallois, il annonce qu'il désire mettre un terme à son rôle de manageur après la Coupe du monde, tout en restant au sein de la Fédération où il est alors élu jusqu'en fin 2012. Il déclare que « Ce serait bien qu’un manager plus jeune me succède » et espère terminer sa carrière avec le XV de France « Sur un titre, ce serait merveilleux »,. Cette volonté se confirme avec la nomination au poste de sélectionneur de Philippe Saint-André. Saint-André désirant occuper un rôle de sélectionneur-manageur, les hommes de terrain étant Yannick Bru et Patrice Lagisquet, Maso reste le président du comité de sélection, composé de Yannick Bru, Patrice Lagisquet, Fabien Pelous, du DTN Jean-Claude Skrela, de Philippe Sella, manager des moins de 20 ans, Jean Dunyach, vice-président de la FFR chargé du Haut niveau et de Philippe Saint-André. Maso est également remplacé pour les questions purement administratives par la mise en place d'un poste de directeur opérationnel. En décembre 2012, le comité de sélection est supprimé : conservé jusqu'à cette date pour des raisons de statuts, cette suppression est une volonté de la fédération de confier plus de responsabilités aux entraîneurs, comme négociés avec Philippe Saint-André avant sa signature.
En 2015, il fait partie de la commission de nomination du nouveau sélectionneur du XV de France présidée par Pierre Camou aux côtés de Serge Blanco, Jean Dunyach, Jean-Claude Skrela, Jean-Pierre Lux et Didier Retière. Ils confient le poste à Guy Novès, manager du Stade toulousain depuis 1993.
En  novembre 2016, il est de nouveau membre de la liste menée par Pierre Camou, président sortant, pour intégrer le comité directeur de la Fédération française de rugby. Lors de l'élection du nouveau comité directeur, le 3 décembre 2016, la liste menée par Bernard Laporte obtient 52,6% des voix, soit 29 sièges, contre 35,28% des voix pour Pierre Camou (6 sièges) et 12,16% pour Alain Doucet (2 sièges). Jo Maso n'est pas réélu au sein du comité directeur.
Le 9 décembre 2017, il est élu au comité directeur de la Ligue régionale Occitanie de rugby au sein de la liste menée par Alain Doucet et soutenue par le président de la fédération française de rugby Bernard Laporte. À la suite de cette élection, il est nommé président du comité d'organisation local du Championnat du monde junior de rugby à XV 2018 qui se déroule à Béziers, Narbonne et Perpignan. Il n'est pas candidat à un nouveau mandat en 2020.

### Autres activités
Il est le parrain d'un club de rugby gardois : le Rugby Club Les Angles Gard Rhodanien.

## Palmarès de joueur

### En club
- Finaliste du championnat de France en 1974 avec Narbonne
- Vainqueur du challenge Yves du Manoir en 1974 avec Narbonne
- Finaliste du challenge Yves du Manoir en 1965 avec Perpignan
- Finaliste du bouclier d'automne en 1971 et 1974 avec Narbonne

### En équipe nationale
- Grand Chelem en 1968
- Vainqueur du Tournoi des Cinq Nations en 1967 et 1973

### Personnel
- Lauréat de l'Oscar du Midi olympique Or en 1973 et Argent en 1969[3]
- Membre du Temple international de la renommée du rugby en 2003[2],[58]
- Lauréat du Prestige des Provinces en 2009[59]
- Intronisé au Barbarian Rugby Club en 1991[60]
- Entre au Panthéon International du Rugby en 2003[60]

## Statistiques en équipe nationale
Il dispute un total de vingt-cinq rencontres avec le XV français, la première en 1966 face à l'Italie, la dernière en 1973 face à la Roumanie. Il remporte douze rencontres, concède onze défaites, et obtient deux nuls. Il réussit quatre essais, pour un total de quinze points. Lors de ces rencontres, il évolue à quatre reprises au poste de demi d'ouverture, les vingt-une autres au poste de centre.
Il dispute six rencontres du Tournoi des Cinq Nations, pour quatre victoires, un nul et cinq défaites.
- Sélections par année : 2 en 1966, 2 en 1967, 8 en 1968, 3 en 1969, 3 en 1971, 3 en 1972, 4 en 1973
- 3 sélections avec les Barbarians britanniques
- 1 sélection avec le World XV (sélection mondiale) en avril 1971, lors du centenaire de la Rugby Football Union, à Twickenham

| Édition                       | Rang | Résultats France | Résultats de Maso | Matchs de Maso |
| ----------------------------- | ---- | ---------------- | ----------------- | -------------- |
| Tournoi des Cinq Nations 1967 | 1er  | 3 v, 0 n, 1 d    | 0 v, 0 n, 1 d     | 1/4            |
| Tournoi des Cinq Nations 1968 | 1er  | 4 v, 0 n, 0 d    | 2 v, 0 n, 0 d     | 2/4            |
| Tournoi des Cinq Nations 1969 | 5e   | 0 v, 1 n, 3 d    | 0 v, 1 n, 2 d     | 3/4            |
| Tournoi des Cinq Nations 1972 | 4e   | 1 v, 0 n, 3 d    | 1 v, 0 n, 1 d     | 2/4            |
| Tournoi des Cinq Nations 1973 | 1er  | 2 v, 0 n, 2 d    | 1 v, 0 n, 1 d     | 2/4            |

Légende : v = victoire ; n = match nul ; d = défaite ; la ligne est en gras quand il y a Grand Chelem.

## Distinctions
- Chevalier de la Légion d'honneur (décret du 30 décembre 2000)[61]